# 7. vojvodinska brigada (NOVJ)
Za druge 7. brigade glejte 7. brigada.
7. vojvodinska brigada (srbohrvaško: 7. vojvođanska brigada) je bila brigada v sestavi Narodnoosvobodilne vojske in partizanskih odredov Jugoslavije in ki je delovala med drugo svetovno vojno na področju Kraljevine Jugoslavije.

## Organizacija
- štab
- 3x bataljon